# اینگریکا فرناندس
اینگریکا پریرا فرناندس (پرتغالی: Engracia Perreira Fernandes؛ زادهٔ ۲۳ نوامبر ۱۹۸۷) بازیکن فوتبال در پست هافبک اهل تیمور شرقی است.

## تیم ملی
وی در ترکیب تیم ملی فوتبال زنان تیمور شرقی در مسابقات قهرمانی ۲۰۱۶ زنان آسیای جنوب شرقی حضور داشت. فرناندس نخست بازی ملی رسمی خویش را در تاریخ ۲۷ ژوئیه ۲۰۱۶ در مقابل تیم ملی فوتبال زنان میانمار انجام داد.